# ماه‌گرفتگی ژانویه ۲۰۱۸

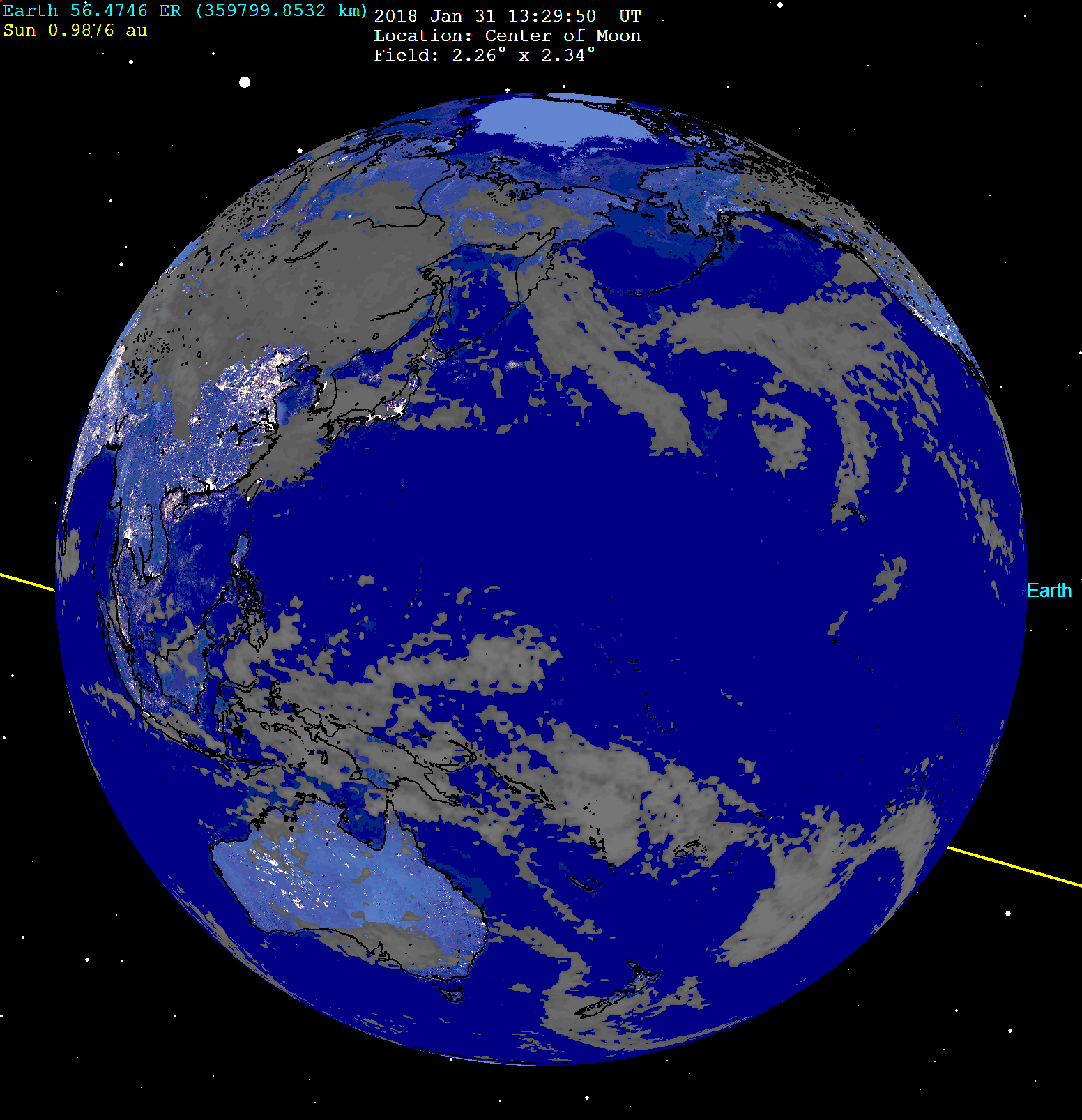
این ماه گرفتگی از بیشتر نقاط دنیا و ایران قابل رویت بود.

ماه‌گرفتگی ۳۱ ژانویه ۲۰۱۸ (۱۱ بهمن ۱۳۹۶) به صورت کلی که در تمام جهان (از جمله ایران) قابل رویت بود.
